# A293-as autópálya (Németország)
Az A293-as autópálya (németül: Bundesautobahn 293) egy autópálya Németországban. Hossza 9 km.